# María Saleme de Burnichon
María Esther Saleme (San Miguel de Tucumán, 15 de septiembre de 1919 - Córdoba, 21 de noviembre de 2003) fue docente y militante argentina. 

Apodada afectuosamente como “La Negrita”, comenzó su carrera alfabetizando a obreras mientras estudiaba en la Universidad Nacional de Tucumán Filosofía y Pedagogía. Sus ejes de análisis fueron la ética, la educación popular, la enseñanza a los excluidos, la formación de maestros, la infancia sin derechos y los aborígenes desplazados de su tierra. Fue docente de distintos establecimientos del país y del continente. 

Desde junio de 1988 a junio de 1990 fue decana de la Facultad de Filosofía y Humanidades de la Universidad Nacional de Córdoba y Directora del Centro de Investigación de esta facultad, que hoy lleva su nombre.

## Biografía
Nació en San Miguel de Tucumán el 15 de septiembre de 1919, hija de Fortunato Saleme, libanés y de Florentina Martínez, argentina, es la menor de siete hermanos. Proveniente de una familia acomodada, su infancia transcurrió en una casa muy grande, ubicada en Marcos Paz, hoy Municipio de Yerba Buena en el pedemonte del Cerro San Javier, con mucho personal de servicio.

A la temprana muerte de sus padres, una criada analfabeta se convirtió en su nana y la marcó para siempre. Fue a la escuela con los hijos de quinteros y jardineros de la zona. Esta relación con distintos sectores sociales y con el mundo rural, definió todo lo que iba a ser después.

A los 18 años mientras estudiaba en la Universidad Nacional de Tucumán Filosofía y Pedagogía, tuvo sus primeras experiencias alfabetizando a las obreras de una fábrica de fósforos y a los 20 años ingresó a trabajar en un bachillerato.

Promediando los años 40, conoció al editor Alberto Burnichon, con quién se casó y tuvo 4 hijos.
Saleme estudiaba en la Universidad de Tucumán, militaba en el Centro de Estudiantes y era delegada de la FUA. El apoyo a las medidas de fuerza le costó su separación de la Universidad durante cinco años. Tiempo después, mientras el presidente Juan Domingo Perón llegaba a su segunda presidencia incorporando a la mujer a la ciudadanía, paradójicamente, Saleme, ya por entonces profesora, era cesanteada al negarse a llevar el luto por la muerte de Eva Perón que el gobierno había declarado como obligatorio. Al tiempo decidía partir hacia Buenos Aires.

Tras su paso por Buenos Aires, eligió Córdoba para quedarse definitivamente aunque su estadía tendría muchas idas y vueltas debido a los vaivenes políticos. Las dictaduras y algunos gobiernos democráticos la obligarían a abandonar la universidad y su país. 

En 1966, durante la intervención del gobierno militar de Onganía, fue expulsada de la Universidad y partió a México, ejerciendo como investigadora en la Universidad de Xalapa, Veracruz. Reincorporada en 1973, alternaría sus horas trabajando en Córdoba con estudiantes universitarios y alfabetizando campesinos aborígenes en el norte del país dentro del proyecto Crear. 

En la noche del 24 de marzo de 1976, militares invadieron su casa de Villa Rivera Indarte María estaba con su esposo, Alberto Santiago Bournichon, algunos de sus hijos, su nuera y dos nietos. Un grupo militar tomó por asalto su casa en Villa Rivera Indarte y secuestraron a la familia. Su esposo, junto con su hijo menor, fueron separados del grupo familiar y llevados al campo de la Rivera. María, junto a una de sus hijas, su nuera y dos nietos fueron llevados encapuchados y luego tirados en un campo cercano. Su hijo apareció semidesnudo luego de pasar por el centro clandestino de detención La Perla, en una ruta cercana a Carlos Paz. Un día más tarde el cuerpo sin vida de su marido apareció, con 7 impactos de bala en su garganta, en un aljibe de Mendiolaza.  

Luego de este suceso, se trasladó a Buenos Aires donde realizó trabajos de empleada doméstica y cuidado de ancianos para poder mantenerse, al tiempo que ingresó al Movimiento Ecuménico por los Derechos Humanos donde militaría hasta el regreso de la democracia en 1983. 

En 1988 fue elegida Decana de la Facultad de Filosofía y Humanidades de la Universidad Nacional de Córdoba, ejerciendo el cargo hasta 1990. Luego pasaría a dirigir el Centro de Investigaciones de la Facultad hasta su jubilación.

Su carrera estuvo marcada por un profundo compromiso ético-político con la educación, fue reconocida por la claridad de su lucha y la honestidad de sus acciones en los distintos espacios que transitó.
El 21 de noviembre de 2003, a los 84 años de edad, falleció en la ciudad de Córdoba.

## Publicaciones
Es autora del libro 
- Decires, editorial Narvaja, 1997

y coautora de los libros: 
- La educación a distancia : deseos y realidades de Edith Litwin  (compilador); OEA, 1990
- El analfabetismo funcional : un nuevo punto de partida de Londoño, Luis Oscar (compilador); Humanitas, 1991
- Políticas, instituciones y actores en educación de Graciela Frigerio, Margarita Poggi y Mario Gianoni (compiladores); Novedades Educativas 1997
- La educación hoy : una incertidumbre estructural Brujas, 2003